# Krzysztof Szałkowski
Krzysztof "Desecrate" Szałkowski (ur. 29 grudnia 1982 w Warszawie) – polski muzyk, perkusista i klawiszowiec. W latach 1999–2009 członek grupy muzycznej Naamah. Początkowo objął stanowisko klawiszowca, a rok później został perkusistą grupy. W 2003 roku Szałkowski dołączył do zespołu Gortal. Rok później został członkiem grupy Pyorrhoea, z którą nagrał wydany w 2006 roku album The Eleventh: Thou Shalt Be My Slave. Wkrótce potem odszedł z zespołu. We wrześniu 2008 roku dołączył do wrocławskiej formacji Lost Soul, z którą nagrał wydany rok później album Immerse in Infinity. Na początku 2012 roku Szałkowski opuścił skład zespołu Lost Soul.
Współpracował także z zespołami BlackJack i Desecrated.

## Dyskografia
- Naamah - Ultima (2003, Metal Mind Productions)
- Naamah - Resensement (2004, Metal Mind Productions)
- Pyorrhoea - The Eleventh: Thou Shalt Be My Slave (2006, Empire Records)[8]
- Gortal - Blastphemous Sindecade (2008, Pagan Records)[9]
- Lost Soul - Immerse in Infinity (2009, Witching Hour Productions)[5]
- Gortal - Deamonolith (2012, Pagan Records)
- Lost Soul - Genesis – XX Years of Chaoz (2013, Witching Hour Productions)

## Nagrody i wyróżnienia
| Rok  | Kategoria                                         | Nagroda                          | Nota      |
| ---- | ------------------------------------------------- | -------------------------------- | --------- |
| 2010 | Najlepszy album (Lost Soul - Immerse in Infinity) | Podsumowanie Musicarena.pl, 2009 | 2 miejsce |
| 2011 | Zespół roku - Polska (wraz z zespołem Lost Soul)  | Plebiscyt Metalnews.pl, 2010     | 2 miejsce |